# Marian Kulig
Marian Kulig (ur. 13 sierpnia 1936 w Suchej Beskidzkiej, zm. 4 stycznia 2025) – polski inżynier budownictwa, działacz samorządowy i sportowy, wieloletni opiekun dzieci specjalnej troski, wicekanclerz Międzynarodowej Kapituły Orderu Uśmiechu, w latach 1985–1990 wiceprezydent Krakowa i wicewojewoda krakowski.

## Życiorys
Marian Kulig urodził się 13 sierpnia 1936 r. w Suchej Beskidzkiej. Od 1945 do 1949 roku należał do kolejowej drużyny harcerskiej w tym mieście, w 1946 roku złożył przyrzeczenie harcerskie. W latach 1950-1954 uczęszczał do Liceum Ogólnokształcącego w Suchej Beskidzkiej. W młodości grał w siatkówkę w zespole MKS Babia Góra Sucha Beskidzka. Później od 1954 roku występował w klubach AZS Kraków i Cracovia. W latach 1954-1960 studiował na Politechnice Krakowskiej na Wydziale Budownictwa Lądowego .
W 1963 roku został zatrudniony w Krakowie w charakterze architekta dzielnicowego Starego Miasta. Od 1969r. pracował jako Zastępca Głównego Architekta Miasta Krakowa, a na przełomie lat 1972-1973 jako pełniący obowiązki Głównego Architekta Miasta. W latach 1973-1985 był Naczelnikiem dzielnicy Podgórze w Krakowie . W tym czasie doprowadził do całkowitej zmiany obrazu prawobrzeżnej dzielnicy Krakowa. Przebudował układ komunikacyjny, wybudował wiele szkół i przedszkoli, przekazał mieszkańcom wiele placówek kulturalnych. Przyczynił się do powstania muzeum Apteka pod Orłem. W latach 1975–1976 pozostawał prezesem klubu piłkarskiego RKS Garbarnia Kraków. W 1985 roku powierzono mu stanowisko wiceprezydenta miasta Krakowa, pełniącego również funkcję wicewojewody krakowskiego . Funkcje te pełnił do roku 1990.
Zawsze wykazywał zainteresowanie dziećmi specjalnej troski. Zorganizował grupy wsparcia oparte z jednej strony na strukturach państwowych, z drugiej strony angażując pomoc społeczną dla dzieci najbardziej pokrzywdzonych przez los. Wynikiem tej działalności była opieka nad trzema domami dziecka, czterema szkołami specjalnymi, ośrodkiem dla dzieci z głęboką niepełnosprawnością intelektualną, ośrodkiem dla niewidomych, dwóch szkół przyszpitalnych. Dzieci w tych placówkach były  objęte kompleksową opieką m.in. miały zapewnioną ciągła pomoc lekarską, sprzęt sportowy, pomoce naukowe, wszechstronne zaopatrzenie socjalne. Za tę działalność został odznaczony w 1983 roku Orderem Uśmiechu . Od 2012 roku był Członkiem Międzynarodowej Kapituły Orderu Uśmiechu, pełnił również funkcję jej wicekanclerza .
11 stycznia 2025 pochowany na cmentarzu parafialnym przy Kościele Nawiedzenia Najświętszej Marii Panny w Suchej Beskidzkiej.

## Odznaczenia
Odznaczony m.in. Krzyżem Komandorskim, Oficerskim i Kawalerskim Orderu Odrodzenia Polski, a także wyróżniony Orderem Uśmiechu (1983). Zasiadał w międzynarodowej kapitule Orderu Uśmiechu.
- Medal "Pomocnej Dłoni" przyznany przez jury konkursu organizowanego przez Echo Krakowa za 1982r[9]
- Medal "Za Mądrość i Dobrą Robotę" przyznany przez jury konkursu organizowanego przez Gazetę Krakowską za 1984r[10]